# Ân Phú
Ân Phú là một xã thuộc huyện Vũ Quang, tỉnh Hà Tĩnh, Việt Nam.

## Địa lý
Ân Phú là một xã miền sơn nước, xã có diện tích khoảng 9 km², trên 2.000 dân, giáp ranh với 8 xã: Đức Hoà, Đức Lạc, Đức Đồng (huyện Đức Thọ), Đức Giang (huyện Vũ Quang), Sơn Thủy, Sơn Bình, Sơn Trà, Sơn Long (huyện Hương Sơn).
Xã Ân Phú nằm dưới chân núi Mồng Gà và bên bờ sông Ngàn Sâu - thượng nguồn sông La, cách bến Tam Soa (Linh Cảm) khoảng 3 km về phía tả ngạn sông Ngàn Sâu. Xã có trục đường liên huyện từ Sơn Long (quốc lộ 8) đi thị trấn Vũ Quang, trước đây nằm trên tuyến giao thông đường thủy Bắc - Nam.

## Lịch sử
Ân Phú, theo nghĩa chữ Hán 殷富 là giàu có thịnh vượng. Người xưa luận theo Tam quốc chí từ câu: dân ân quốc phú 民殷國富 của Gia Cát Lượng truyện, có nghĩa là dân giàu nước mạnh để đặt tên. Núi Mồng Ga, sông Ngàn Sâu có tên chữ là Kê Quan 雞冠, Thâm Giang 深江 đã gắn với lịch sử lâu đời cho đến nay ít nhất đã 600 năm, kể từ khi Trạng Sử, Trạng Trần về đây khai dân lập ấp, khoảng năm 1400 đến 1410.
Ân Phú có tên đầu tiên là Kẻ Boòng rồi thôn Trại Đầu.
Thời nhà Lê có tên là xã Trại Đầu, huyện Hương Sơn.
Đến thời nhà Nguyễn đổi tên là xã Ân Phú, huyện Hương Sơn. Tên Ân Phú có chính thức từ đầu đời Tự Đức (1847).
Năm 1976, chuyển sang thuộc huyện Đức Thọ và đổi tên thành xã Đức Ân
Năm 2000 chuyển sang thuộc huyện Vũ Quang và lấy lại tên cũ Ân Phú.
Trước đây, Ân Phú là có 5 làng: làng Trại Đầu, làng Boòng, làng Đông, làng Đoài, làng Bổn. Làng Đông và làng Bổn bị mất tích. Sau nhiều lần chia tách, sáp nhập đến thập kỷ 60 của thế kỷ trước các làng có tên: Thượng Đình, Trung Đình, Hạ Đình, Tân Boòng, Tân Miệu và chia thành các đội sản xuất.
Ngày nay gọi các thôn 1, thôn 2, thôn 3, thôn 4, thôn 5 nhưng vẫn gọi theo xóm như xóm Trại, xóm Dưa, xóm Trung, xóm Bún, xóm Boòng, xóm Miệu, xóm Dênh, xóm Vại,… Làng Trại Đầu nay thuộc xã Sơn Long, một phần đất làng Bổn thuộc xã Đức Giang. Nhân dân Ân Phú thường thờ thần núi, thần sông và người có công. Trước đây có các nơi thờ thần là: Đền Nhà Bà, Đền Bại Giang, Đền Bản Thổ, Đền Tư Văn, Đền Xóm Bún, Đền Bản Giác, Đền Rú Nét, Đền Miệu, Đền Quan Trạng, Điện Cơn Dênh, Yên Bãi Trung, Yên Bãi Bòng, Đình Làng Đoài, Đình Làng Boòng.

## Di tích văn hóa
Ân Phú cũng là mảnh đất có nhiều di tích văn hoá về thờ cúng các vị thần linh, trong đó được các vua nhà Lê, nhà Nguyễn phong sắc. Trong các vị thần nhân dân Ân Phú thờ phụng có các vị nhiên thần là: Đức Kê Quan sơn Đại Vương, Đức Huy Ánh Thùy Khánh Đại Vương, Đức Song Đồng Ngọc nữ, Đức Sơn Tinh Công chúa, Đức Thổ Sơn Hùng trấn, Đức Cao sơn Sơn thần, Đức Tốn Sơn hùng trấn - Thiên trụ Đế tích; 5 vị là người thực trong lịch sử đời nhà Trần, nhà Lê - gọi là nhân thần; một là Lê Triều Hoàng Hậu Ngô Thị Quận Quân, hai là Trần triều Trạng nguyên Kim Tử Vinh Lộc đại phu, ba là tiền Lê đô chỉ huy sứ Lê Ngọc Xán, bốn là Kim Quy Sơn Tiền Trần Trạng nguyên và năm là Tiền Lê Quốc tử giám giám sinh Lê tiên sinh đại lang.
Hiện nay, ở xã đất Ân Phú có 3 di sản văn hoá đã được cấp Bằng di tích lịch sử văn hóa, đó là: Di tích lịch sử văn hóa Đền Vại; Nhà thờ Nguyễn Tính thuộc dòng họ Nguyễn Sĩ; Nhà thờ họ Đặng. Ngoài ra, xã còn có Điện Thạch bàn dưới chân núi Mồng Gà và các di danh những đền khác thờ các vị nhiên thần hộ quốc giúp dân hiển ứng trên núi Mồng Gà, đã được các vua nhà Nguyễn ban sắc tặng, các sắc này hiện đang lưu giữ tại xã bao gồm 42 sắc phong.

## Danh nhân
Ân Phú là nơi chiêu dân lập ấp và lưu sống cuối đời của hai cha con nhà sử học Sử Hy Nhan và Sử Đức Huy, cha con ông có công khai khẩn lên một phần xã Ân Phú hiện nay. Trên Ân Phú có dõi nhiều họ tộc có truyền thống học hành nổi tiếng như họ Trần, họ Cù, họ Nguyễn, họ Trương. Dòng họ Trần về đây lập nghiệp cùng với Sử Hy Nhan từ cuối đời nhà Trần và sinh ra nhiều nhân tài cho đất nước, ngày nay dòng họ này đang thờ tổ tiên là các danh nhân: trạng nguyên [[Sử Hy Nhan|Sử Hy Nhan, trạng nguyên Sử Đức Huy, trạng nguyên Trần Thành Đốn, trạng nguyên Trần Tiết Việt, tiến sĩ Trần Khắc Nhượng, tiến sĩ Trần Xuân Mai và Hộ bộ thượng thư Trần Hữu Kiệm, quan lục phẩm Đội trưởng Nguyễn Tính, quan lục phẩm Đội trưởng Nguyễn Hoàn.
Đối với dòng họ Cù,Ân Phú là nơi sinh ra Binh bộ thượng thư Cù Ngọc Xán, đời nhà Lê, ông là phu quân của bà Ngô Thị Ngọc Điệp, vì có công trong cuộc kháng chiến chống giặc ngoại xâm, ông đã được Nhà Lê ban quốc tính họ Lê, đời sau đến thời vua Khải Định nhà Nguyễn lại có sắc phong thần hiệu là "Tiền Lê Đô chỉ huy sứ Lê Ngọc Xán".
Nếu thời Lê họ Cù có Binh bộ thượng thư Cù Ngọc Xán thì sang đến thời Nguyễn có quan chánh nhị phẩm Tổng đốc tổng An Tĩnh là cụ Cù Hoàng Tại,đến thời kháng chiến chống Pháp có nhà cách mạng Cù Hoàng Địch,chánh ngũ phẩm đốc học tổng An Tĩnh, người từng hưởng ứng chiếu Cần Vương mà dựng cờ chống Pháp tại quê nhà.
Ân Phú còn là quê hương của nhà thơ Huy Cận (Cù Huy Cận). Cù Huy Cận từng giữ chức Bộ trưởng không Bộ trong chính phủ lâm thời ra mắt quốc dân đồng bào ngày 2/9/1945 do Cụ Hồ Chí Minh làm Chủ tịch Chính phủ, sau đó là Bộ trưởng Bộ Canh nông đầu tiên của Việt Nam trong chính phủ liên hiệp lâm thời (1-1-1946) do Cụ Hồ Chí Minh làm chủ tịch Chính phủ, nhiều nhiệm kỳ giữ chức Thứ truởng Bộ Văn hóa, sau đó giữ chức Bộ trưởng đặc trách văn hóa-nghệ thuật. Ông là nhà thơ đầu tiên của Việt Nam được bầu làm Viện sĩ Viện hàn lâm thơ Thế giới (được bầu vào năm 2001), Ông được tặng Huân chương Sao Vàng- Huân chương cao quý nhất của Nhà nước Việt Nam. Ân Phú là làng quê mà nhà thơ tình nổi tiếng Xuân Diệu, khi còn sống đã nhiều lần ghé thăm cùng với người bạn lớn của Ông là nhà thơ Huy Cận.
Trong các thời đại, Ân Phú đều có các danh nhân tầm Bộ trưởng, thứ trưởng ngày nay: Binh bộ thương thư Cù Ngọc Xán, Hộ Bộ thương thư Trần Hữu Kiệm,Tổng đốc Cù Hoàng Tại, Đốc học Cù Hoàng Địch Kim quang lộc đại phu Sử Huy Nhan, Thẩm hình viện thái sử Sử Đức Huy, chí nhập nội hành khiển Trần Tiết Việt, chí nhập nội thừa chỉ Trần Thành Đốn. Tiến sĩ, trên một số lĩnh vực, như thời nhà Trần có Trần Tiến sĩ trung trinh đại phu, tri phủ Trần Khắc Nhượng, Trần Tiến sĩ hàn Lâm cô tán đại phu Trần Xuân Mai.
Ngày nay, có tiến sĩ Cù Huy Chử - Nhà nghiên cứu lý luận, giảng dạy đại học; tiến sĩ kinh tế Cù Hoàng Diệu;tiến sĩ y khoa Nguyễn Đăng Dung - nguyên Giám đốc Bệnh viện Tâm thần Trung ương I; tiến sĩ luật Cù Huy Hà Vũ; PGS -Tiến sĩ- Nhạc sĩ Cù Lệ Duyên; Nhà nghiên cứu lịch sử, văn hóa Nguyễn Thế Phiệt; Cục trưởng, Bộ Tư pháp Cù Thu Anh; Nhà văn, Thương binh hạng 1/4 Đặng Sỹ Ngọc ..v.v..
Một số bài thơ về Ân Phú (tên cũ là xã Đức Ân) như: Về thăm Quê xã Đức Ân, Thăm quê của Huy Cận.